# Bitwa pod Bound Brook
Bitwa pod Bound Brook – starcie zbrojne, które miało miejsce 13 kwietnia 1777 w Bound Brook, w New Jersey, podczas amerykańskiej wojny o niepodległość.

## Wstęp
Wiosną 1777 roku brytyjskie siły wzmocnione oddziałami heskimi, które stacjonowały w Nowym Brunszwiku i New Jersey i przeprowadzały z niewielkimi tylko sukcesami plądrujące wypady w okolice. Washington w tym czasie stał z Armią Kontynentalną dalej na północ, w okolicach Morristown. Jego południową placówkę nad rzeką Raritan, najbliższą 17‑tysięcznej armii królewskiej był garnizon w Bound Brook, obsadzony przez około 500 ludzi generała Benjamina Lincolna. Jako że strategia plądrowania nie prowadziła do sukcesów generałowie, William Howe i Charles Cornwallis zdecydowali zaatakować garnizon pod Bound Brook.

## Bitwa
Pod dowództwem Cornwallisa 2000 brytyjskich żołnierzy (w tym oddziały heskie) uderzyło niespodziewanie na amerykański garnizon. Dwie kolumny szły na północ wzdłuż obu brzegów rzeki Raritan, zaś trzecia przekroczyła rzekę i natarła od zachodu. Czwarta z kolei grupa znajdowała się na wschodzie odcinając drogę ewentualnej ucieczki. Awangarda Heskiego Korpusu Strzelców pod pułkownikiem Johannem Ewaldem napotkała pierwsza nieskoordynowany opór Amerykanów na lewym brzegu rzeki. Zaraz po tym główne siły Brytyjczyków przekroczyły Queen’s Bridge i od lewej strony wkroczyły do Bound Brook. Zaskoczeni Amerykanie rzucili się do ucieczki. Generał Lincoln uciekł w „zdekompletowanym stroju”, tracąc trzy działa. Czwarta kolumna brytyjska przybyła później niż powinna, jednak mimo to zdołano schwytać wielu uciekinierów.
Niedługo po bitwie Brytyjczycy wycofali z tego rejonu swych żołnierzy. Nowym kierunkiem ich działań była teraz Filadelfia – brytyjskie oddziały zostały zaokrętowane na statki, które popłynęły na południe.